# زائرسرای امامزاده جایر
زائرسرای امامزاده جایر مربوط به سده‌های متاخر دوران‌های تاریخی پس از اسلام است و در شهرستان کهگیلویه، بخش مرکزی، شهر دهدشت، بافت تاریخی واقع شده و این اثر در تاریخ ۱۸ شهریور ۱۳۸۷ با شمارهٔ ثبت ۲۳۳۵۶ به‌عنوان یکی از آثار ملی ایران به ثبت رسیده است.